# Regional Atacama
Regional Atacama, voller Name Club de Deportes Regional Atacama, war ein chilenischer Fußballverein aus der Stadt Copiapó, Región de Atacama, der sechs Jahre in der höchsten chilenischen Liga spielte, der Primera División, letztmals 1996.
1998 wurde der Club, der insgesamt zwölf Jahre in der 2. Liga gespielt hatte, wegen finanzieller Probleme aufgelöst. Seinen Platz in der 2. Division nahm 1999 als Nachfolger Deportes Copiapó ein.

## Spielzeiten
Spielzeiten in der Primera División: 6 (1982 bis 1984, 1994 bis 1996)
Spielzeiten in der Segunda División: 12 (1980 bis 1981, 1985 bis 1993, 1997, 1998)

## Spieler
- Marcelo Vega (1988–1990)
- Carlos Gustavo de Luca (1994)